# 렌 개브리엘슨 (1915년)
레너드 힐번 개브리엘슨(영어: Leonard Hilburne Gabrielson, 1915년 9월 8일~2000년 11월 14일)은 미국의 프로 야구 선수로, 포지션은 1루수였다. 메이저 리그 베이스볼(MLB)에서 1939년에 필라델피아 필리스 유니폼을 입고 5경기를 소화했다.
개브리엘슨의 아들인 렌 개브리엘슨 또한 메이저 리그에서 9시즌을 뛴 선수 출신이다.